# 中島つぐまさ
中島 つぐまさ（なかしま - 、1979年9月28日 - ）は福岡県を拠点に活動するローカルタレント。福岡県・福岡市出身。オフィスエイツ所属。

## 来歴・人物
福岡大学在学時、4年生でMCスクールに通う。その後、オフィスエイツに所属し現在はフリーで活動中。2019年結婚。
サガテレビ『かちかちPress』のコーナー「つぐまさがゆく！」では、長年に渡って嬉野市と（肥前夢街道・九州忍者保存協会）が共同で行っている忍者調査事業を追い続けている。
個人としては、フィッシングチーム「Team Zero Points」主催、YouTubeチャンネルを開設している。

## 現在の担当番組
- KBCラジオ「STEP」[5] 2020年4月5日から2021年3月28日
- サガテレビ 「かちかちPress」[6]

## 過去の出演番組
- KBCラジオ「焼き鳥さやか」 2020年 4月10日　（ちなみに同日の出演がきっかけで当記事が作成された）
- KBCテレビ「アサデス。九州・山口」リポーター[7][8]
- KBCラジオ「長浜横丁イカ焼きカンナ」常連客[9]
- KBCラジオ「川上政行 今日もしゃべりずき！」[10]